# 小林鷹之
小林 鷹之（こばやし たかゆき、1974年〈昭和49年〉11月29日 - ）は、日本の政治家、大蔵・財務官僚。自由民主党所属の衆議院議員（5期）。

## 来歴
千葉県市川市にて出生、現住所を千葉県八千代市緑が丘1丁目に置く。
浦安市立美浜南小学校と開成中学校・高等学校卒業後、東京大学受験に失敗して慶應義塾大学経済学部で1年間仮面浪人すると、東京大学文科Ⅰ類（教養学部）に入学。4年時に1年間留年。在学中はボート部に所属、4年時に主将を務めた。1999年（平成11年）に東京大学法学部卒業。同年大蔵省に入省し、のちの香川県知事浜田恵造が課長を務める理財局資金第一課に配属される。ハーバード大学へ留学してケネディ行政大学院で2003年（平成15年）に公共政策修士 の学位を授かる。
2003年（平成15年）に国際局国際機構課通貨基金係長、2005年（平成17年）に理財局総務課課長補佐、2007年（平成19年）から2010年（平成22年）まで在アメリカ合衆国日本国大使館で二等書記官 及び一等書記官を歴任して、同年4月に退官した。
民主党への政権交代で前年に成立した鳩山由紀夫内閣により日米関係が崩れていくのを見て危機感を覚え、当時の自由民主党総裁谷垣禎一に思いを綴った手紙を送るとともに、同党の衆議院千葉県第2区選挙区の候補者公募に参加。2010年（平成22年）6月23日に自由民主党千葉県第2区選挙区支部長に就任する。
2012年（平成24年）12月の第46回衆議院議員総選挙に千葉2区から自由民主党の公認と公明党の推薦を得て立候補。日本維新の会や民主党の新人ら5人の混戦を制し初当選した。
2014年（平成26年）12月の第47回衆議院議員総選挙で維新の党の新人と日本共産党の元県議らを破り、再選。

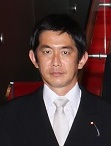
内閣府特命担当大臣時代の肖像写真

2016年（平成28年）8月5日に第3次安倍第2次改造内閣で、防衛大臣政務官に就任して2017年（平成29年）8月3日に退任した。同年行なわれた第48回衆議院議員総選挙で3選。
2021年（令和3年）9月の自民党総裁選では、高市早苗の推薦人名簿に名を連ねた。
同年10月4日に発足した第1次岸田内閣で内閣府特命担当大臣（科学技術政策・宇宙政策担当）として初入閣。国務大臣の所管事項として「我が国の経済成長の基盤を守るための経済安全保障に関する施策を総合的に推進するため企画立案及び行政各部の所管する事務の調整」を兼務する。同月の第49回衆議院議員総選挙で4選。
2024年（令和6年）8月19日に国会内で記者会見を開き、任期満了に伴う自由民主党総裁選挙に立候補する意向を正式に表明した。記者会見には24人の国会議員が同席した。
同年9月27日に行われた総裁選の1回目の投票では候補者9人のうち5位にとどまり、地元である千葉県でも県内党員・党友票で1位を獲れず、3位という結果に終わった。得票数1位の高市と2位の石破茂が進んだ決選投票については、千葉日報の取材に対し、投票先を公表しなかった。記者団の取材に対しては、次期総裁選にも「挑戦する」と明言した。同年10月の第50回衆議院議員総選挙で5選。

## 政策・主張

### 憲法
- 憲法改正について、2017年の朝日新聞社、2021年の毎日新聞社のアンケートで「賛成」と回答[22][23]。
- 9条改憲について、2021年の毎日新聞社のアンケートで「改正して自衛隊の存在を明記すべきだ」と回答[23]。憲法9条への自衛隊の明記について、2021年のNHKのアンケートで「賛成」と回答[24]。
- 憲法を改正し緊急事態条項を設けることについて、2021年の毎日新聞社のアンケートで「賛成」と回答[23]。

### 外交・安全保障
- 安全保障関連法の成立について、2017年の朝日新聞社のアンケートで「評価する」と回答[22]。
- 敵基地攻撃能力を持つことについて、2021年の毎日新聞社のアンケートで「賛成」と回答[23]。
- 普天間基地の辺野古移設問題について、2021年の毎日新聞社のアンケートで「政府が埋め立てを進めるのはやむを得ない」と回答[23]。
- アメリカ合衆国との同盟関係を強化することについて、2021年の日本テレビのアンケートで「賛成」と回答[25]。
- 徴用工訴訟などの歴史問題をめぐる日韓の関係悪化についてどう考えるかとの問いに対し、2021年の毎日新聞社のアンケートで「政府の今の外交方針でよい」と回答[23]。
- 2012年9月11日、日本政府は尖閣諸島を地権者から20億5000万円で購入し国有化した[26]。国有化を評価するかとの問いに対し、2012年の毎日新聞社のアンケートで、選択肢以外の回答をした[27]。
- 「北朝鮮に対しては対話よりも圧力を優先すべきだ」との問題提起に対し、2017年の朝日新聞社のアンケートで「賛成」と回答[22]。
- 「非核三原則を堅持すべきだ」との問題提起に対し、2017年の朝日新聞社のアンケートで「どちらとも言えない」と回答[22]。
- 日本による過去の植民地支配と侵略を認めて謝罪した「村山談話」の見直し論議について、2014年の毎日新聞社のアンケートで「見直すべき」と回答[28]。
- 従軍慰安婦に対する旧日本軍の関与を認めた「河野談話」の見直し論議について、2014年の毎日新聞社のアンケートで「見直すべき」と回答[28]。
- 第2次安倍内閣が2013年に提出した特定秘密保護法案は同年12月6日に可決成立した[29]。「こうした法律が日本に必要と思うか」との2014年の毎日新聞社のアンケートに対し「必要だ」と回答[28]。

### 経済・財政
- アベノミクスについて、2017年の毎日新聞社のアンケートで「評価する」と回答[30]。同年の朝日新聞社のアンケートで「どちらかと言えば評価する」と回答[22]。
- 「長期的に消費税率を10%よりも高くするべき」との問題提起に対し、2017年の朝日新聞社のアンケートで「賛成」と回答[22]。
- 2016年6月1日、安倍晋三首相は記者会見し、2017年4月に予定していた消費税率の10%への引き上げを2019年10月まで2年半延期すると発表した[31]。消費増税の先送りについて、2017年の朝日新聞社のアンケートで「評価しない」と回答[22]。
- 「増える税収の使いみち」 - 2017年の朝日新聞社のアンケートで「財政健全化を中心に、一部を社会保障に」に近いと回答[22]。
- 「原子力規制委員会の審査に合格した原子力発電所は運転を再開すべきだ」 - 2017年の朝日新聞社のアンケートで「賛成」と回答「将来も原子力発電は電力源のひとつとして保つべきだ」に近いと回答[22]。

### ジェンダー
- 選択的夫婦別姓制度の導入について、2017年の朝日新聞社のアンケートで「反対」と回答[22]。2021年のNHKのアンケートで「どちらかといえば反対」と回答[24]。同年の日本テレビのアンケートで「やや反対」と回答[25]。
- 同性婚を可能とする法改正について、2017年の朝日新聞社のアンケートで「反対」と回答[22]。2021年のNHKのアンケートで「どちらかといえば反対」と回答[24]。同年の日本テレビのアンケートで「反対」と回答[25]。
- クオータ制の導入について、2021年のNHK、毎日新聞社のアンケートで回答しなかった[24][23]。

### その他
- 安倍内閣による森友学園問題・加計学園問題への対応について、2017年の朝日新聞社のアンケートで「どちらとも言えない」と回答[22]。両問題における安倍晋三首相や関係府省の説明は十分だと思うかとの問いに対し、2017年の毎日新聞社のアンケートで回答しなかった[30]。
- 森友学園への国有地売却をめぐる公文書改竄問題で、2021年5月6日、国は「赤木ファイル」の存在を初めて認めた[32]。しかし5月13日、菅義偉首相はファイルの存在を踏まえた再調査を行わない考えを報道各社に書面で示した[33]。9月の自民党総裁選挙で総裁に選出された岸田文雄も10月11日、衆議院本会議の代表質問で再調査の実施を否定した[34]。国の対応をどう考えるかとの同年の毎日新聞社のアンケートに対し「これ以上、調査や説明は必要ない」と回答[23]。
- 「ドナルド・トランプ大統領を信頼できるか」との問いに対し、2017年の毎日新聞社のアンケートで「信頼できる」と回答[30]。
- 女性宮家の創設について、2012年の毎日新聞社のアンケートで「反対」と回答[27]。
- 英語教育、理数教育、ディベート教育の強化を主張する[35]。
- 2023年末に発覚した政治資金パーティー収入の裏金問題を受け、岸田文雄総裁ら自民党執行部は清和政策研究会（安倍派）幹部らに「離党勧告」「党員資格停止」などの処分を行ったほか、派閥中堅らも国会の各委員長ポストなどから事実上外した。小林は2024年8月に処分について、「けじめとしてやるべきだ」と述べつつ、人事などの処遇については「やりすぎてしまうと現場が回らなくなってしまう」「もう少しバランスを取った方がいい」と異論を唱えた。[36][37]

## 人物・不祥事

### 人柄
- 保守を自認しており、自民党内では政策通として知られる。姓名の小林+鷹（英語でhawk）から「コバホーク」という愛称がある[9][38]。ただし、「鷹」が人名漢字として使用できるようになったのは1981年の「人名用漢字別表」に登録[39]されてからであり、1974年生まれの小林氏が「鷹之」と命名されている経緯は不明である。
- 趣味は御輿渡御とマラソン[7]。

### 旧統一教会との関係
- 2018年に世界平和統一家庭連合（旧統一教会）の関連団体「千葉県平和大使協議会」が主催する「家庭ビジョンフォーラム2018」へ祝電を送付した[40]。
- 2021年7月31日に統一教会の関連団体「天宙平和連合（UPF）」が共催する自転車イベント「ピースロード2021 in 北千葉」の開会式が小林の地元の八千代市で開催されると、小林は来賓として出席し、参加者らと記念撮影した。開会式に出た男性によると、イベントには約80人が参加し、ほとんどが統一教会の信者だったという[41]。また、参加者の男性は小林が挨拶で教団の教義に共感を示す発言をしたと東京新聞の取材に回答したが、小林は「旧統一教会の教えを存じ上げないので、それを肯定するような発言はしていない」と発言を否定した[41]。
  - 2022年8月5日、小林は閣議後の記者会見で上記の祝電送付と来賓出席の件を明らかにした。そのうえで「選挙の支援依頼や献金を頂いたことはない」「今後は関連団体と関係を持つつもりはない」と述べた[40][42]。
- 2021年10月14日、小林は統一教会の関連団体「世界日報」のインタビューに応じ、2021年10月15日にインタビュー記事が世界日報に掲載された[43]。
- 2024年8月19日、9月の自民党総裁選への立候補を表明した記者会見の場で、「旧統一教会との関係で、2021年に関連団体のイベントで挨拶をしていて、それ自体は小林さんも認めているが、（旧統一教会問題を追及してきた）ジャーナリストの鈴木エイトは、小林氏が『統一教会の教えは公明党よりも上だ』というふうに発言したという指摘もしている。それは教義を分かっているということだと思うし、関係の深さを示していると思うが、今も関係は深いのではないか。」という記者からの質問に対し、小林は「今日も鈴木エイトさんが（記者会見場の）後ろにいらっしゃるが、2年前の私の大臣会見の時にも申し上げたが、そもそも今ご指摘いただいたような発言をした記憶は一切ない。経緯というのは、地元の方から誘われ、自転車レースみたいな感じだったが、地域のスポーツ行事という認識で参加をした。今振り返れば、主催者の確認をもっと本当に徹底してやっておけば良かった、ある意味軽率だったと反省している。 ただ、申し上げたいのは、過去に今おっしゃったような団体の方たちとの間で選挙支援の依頼をしたことも、金銭のやり取り含めて一切関わりはない。現在も当然、こうした団体の方たちとの関わり合いはないし、今後も持つつもりはない」と回答した[44]。
  - 同じ記者会見で、「地元のことについて伺いたい。小林氏の有力な支援者の中に複数の統一教会の関係者、地区の幹部がいることを確認している。その認識があるかどうか。地元の有力な支援者に統一教会関係者が複数いる状態で、統一教会に対して厳しい対応を取れるのか」という鈴木エイトの質問に対し、小林は「厳しい対応を取る岸田総理の方針を私も堅持するので、そこはそういうことで受け止めていただきたい。私自身の後援会、それぞれの人が私人で、一人一人のプライバシーにおそらく関わる話。一人一人の思想信条に、あなたは何を信じていますかとか、一人一人聞くことは、やっぱりそこは限界があることは認識いただきたい」と回答した[44]。

### 不二阿祖山太神宮との関係
- 小林は2015年、2017年、2018年、2019年、2020年、2021年、2022年、2023年、2024年に、新興宗教「不二阿祖山太神宮」が後援し、その関係者が主要幹部を務めるイベント「FUJISAN地球フェスタWA」の顧問を務めた[45][46][47][48][49][50][51][52][53][54]。「FUJISAN地球フェスタWA」の実行委員長は、不二阿祖山太神宮の創始者・渡邉政男である[46][47][48][49][50][51][52][53][54][55]。また、「FUJISAN地球フェスタWA」を主催する「FUJISAN地球フェスタWA実行委員会」の連絡先である「NPO法人地球と共に生きる会」の代表者は、不二阿祖山太神宮の創始者・渡邉政男である[55][56][57]。

### 政治資金収支報告書不記載
2021年10月5日、小林は衆院選に際し、自身が代表を務める「自由民主党千葉県第二選挙区支部」から事務所費28万円について無償提供を受けたが、同支部の政治資金収支報告書に28万円について記載しなかった。不記載は2024年8月23日の報道により発覚。小林の事務所は「当時の経理担当者が退職しており、記載漏れの理由は確認できていない」と取材に答えた。

### 人物評
- 元衆議院議員の宮澤博行は、小林が2024年自由民主党総裁選挙に出馬表明した時の記者会見の演説を聞いた印象として、「スピーチ力に疑問を持った。国政全般において、彼は全然保守じゃない。インフラ整備やエネルギー政策は保守寄りだが、皇室、財政、イデオロギーなどの面で保守ではない。小林さんは答弁力に優れ、閣僚としての実務力はあったものの、スピーチ力になると格段にランクを下げた」という個人的な見解を示した[60]。
- ジャーナリストの佐藤昇は、同氏が2024年自由民主党総裁選挙出馬にあたり普通のサラリーマン家庭で育った非世襲であると述べて立候補表明したが[61]、その際の推薦人20人の顔ぶれ[62]を見た印象として、大野敬太郎、塩崎彰久、武部新、田野瀬太道、中曽根康隆らの大物世襲議員が名を連ねていることから、世襲議員が非世襲の同氏を矢面に立たせて戦わせている構図が連想されてくるという個人的な見解を示した[63]。

## 家族
小林家
- 父・泰芳[64] - 香川県三豊市出身[65]。地元の公立高校を出て、大学卒業後に中堅総合商社の大倉商事に就職[65]。同じ香川県出身の女性と結婚[65]。1980年代にインドネシアの首都ジャカルタに駐在し、木材調達を担い、1994年4月にグループ会社「カナダ大倉」の社長に就任した[65]。56歳の頃、大倉商事が不動産開発の失敗などで経営が悪化するなどで、倒産した[65]。2000年に都内の老舗建材メーカーのノダに再就職、貿易事業部長を任され、2002年に取締役に就任[65]。2015年3月28日死去、73歳[64]。
- 妻 - 2006年（平成18年）11月に31歳で、12年半交際した東大同級生の弁護士と結婚[4][5]すると娘を一人[7]もうけた。
- 娘

## 所属議員連盟
- 日本会議国会議員懇談会[66]
- 神道政治連盟国会議員懇談会[66]

## 選挙歴
| 当落 | 選挙                   | 執行日         | 年齢 | 選挙区      | 政党       | 得票数     | 得票率 | 定数 | 得票順位 /候補者数 | 政党内比例順位 /政党当選者数 |
| ---- | ---------------------- | -------------- | ---- | ----------- | ---------- | ---------- | ------ | ---- | ------------------ | ---------------------------- |
| 当   | 第46回衆議院議員総選挙 | 2012年12月16日 | 38   | 千葉県第2区 | 自由民主党 | 10万551票  | 40.34% | 1    | 1/5                | /                            |
| 当   | 第47回衆議院議員総選挙 | 2014年12月14日 | 40   | 千葉県第2区 | 自由民主党 | 11万8592票 | 54.23% | 1    | 1/3                | /                            |
| 当   | 第48回衆議院議員総選挙 | 2017年10月22日 | 42   | 千葉県第2区 | 自由民主党 | 10万8964票 | 48.81% | 1    | 1/5                | /                            |
| 当   | 第49回衆議院議員総選挙 | 2021年10月31日 | 46   | 千葉県第2区 | 自由民主党 | 15万3017票 | 62.04% | 1    | 1/3                | /                            |
| 当   | 第50回衆議院議員総選挙 | 2024年10月27日 | 49   | 千葉県第2区 | 自由民主党 | 10万3690票 | 68.13% | 1    | 1/2                | /                            |